# 半家
半家，日本公家家格的一種，是最下位的堂上家。屬於廣義的日本公卿，通常是以特殊技藝、才能在朝廷之中位列公卿的貴族，如神道、儒學（文章、明經博士）、醫道、陰陽道、弓道等朝廷侍奉的職務。官位方面，部分家族可以像羽林家、名家一樣擔任近衛中將、左右大弁，乃至官至大納言、中納言等朝廷重臣，但主要還是以非參議的公卿居多。
半家之中也包含了源平藤橘這日本四大姓氏的貴族後代。到了江戶幕府末期，半家還存在26家（幕末共137家公家）。
明治時代，在1884年的華族令頒布後，進入近代日本的公家們都被封為華族貴族，而半家的各家當主多是被封為華族子爵。只有其中的澤家經過其當主父子在明治維新當中立下功勞而被升任為華族伯爵，得以與大臣家公卿相當。

## 分布氏族
- 源氏：4家（15.4%）
  - 清和源氏：1家（竹内家）
  - 宇多源氏：2家（五辻家、慈光寺家）
  - 花山源氏：1家（白川家）
- 平氏：2家（7.7%）
  - 桓武平氏：2家（西洞院家、石井家）
- 藤原氏：2家（7.7%）
  - 藤原北家：2家（高倉家、富小路家）
- 菅原氏：6家（23.1%）

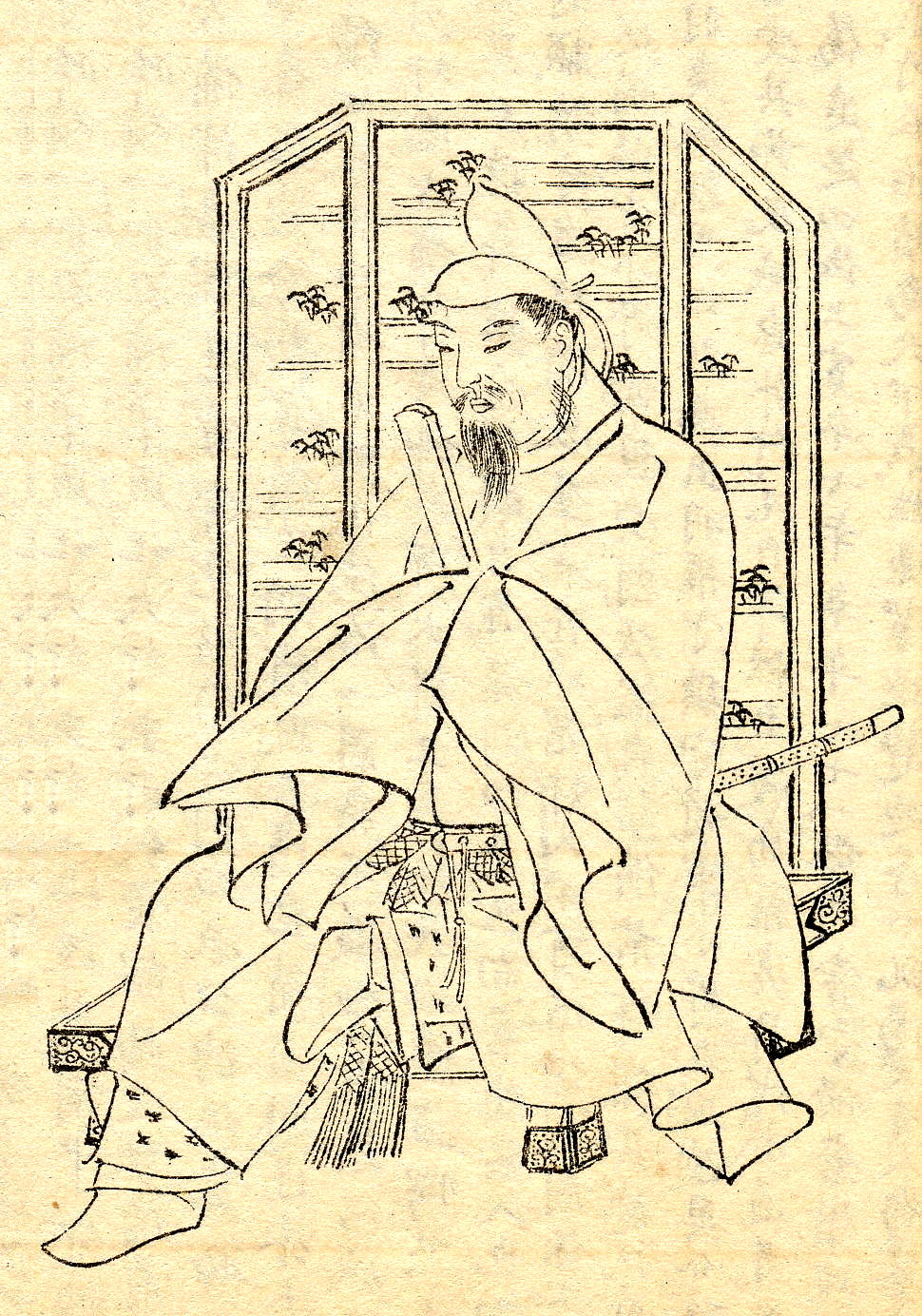
菅原氏直系祖先－菅原道真
死後被奉為「天満大自在天神」

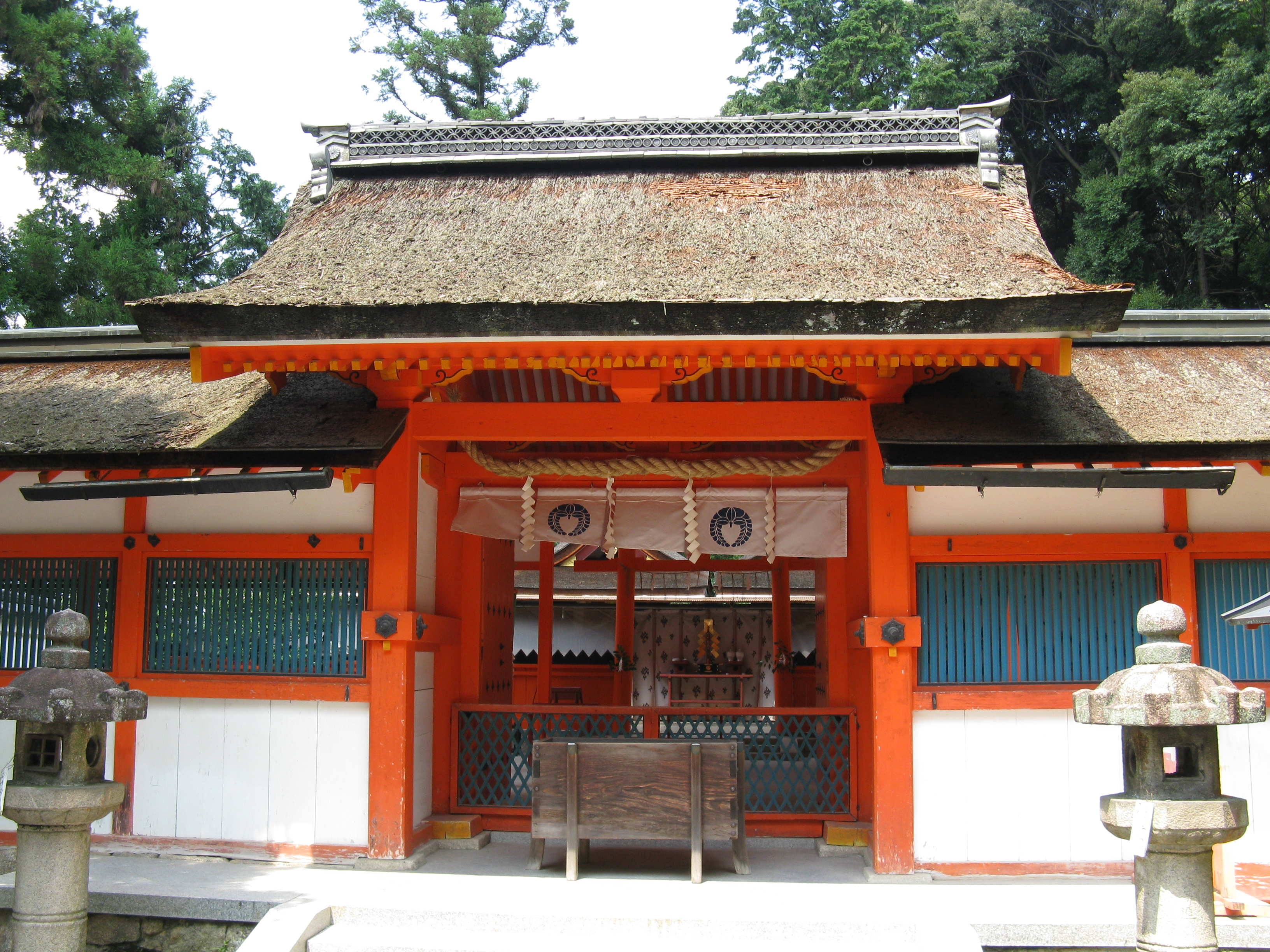
吉田家的吉田神社

  - 高辻家、唐橋家、五條家、清岡家、東坊城家、桒原家
- 卜部氏：4家（15.4%）
  - 吉田家、萩原家、錦織家、藤井家
- 清原氏：3家（11.5%）
  - 舟橋家、伏原家、澤家
- 阿倍氏（安倍氏）：2家（7.7%）
  - 土御門家、倉橋家
- 大中臣氏：1家（3.8%）
  - 藤波家
- 大江氏：1家（3.8%）
  - 北小路家
- 丹波氏：1家（3.8%）
  - 錦小路家

## 半家列表
| 家名     | 家系                         | 家祖                                                   | 家業                                                             | 幕末石高 | 最高官位（極官） | 華族等級 |
| -------- | ---------------------------- | ------------------------------------------------------ | ---------------------------------------------------------------- | -------- | ---------------- | -------- |
| 高倉家   | 藤原北家長良流庶流           | 從二位參議·高倉永季（1338年－1392年）                  | 裝束（衣紋道，有職故實）                                         | 813石    | 大納言           | 子爵     |
| 富小路家 | 藤原北家九條流二條庶流       | 從三位宮内卿·富小路俊通（1443年－1513年）              | 和歌、俳諧、醫道                                                 | 200石    | 非參議           | 子爵     |
| 竹内家   | 清和源氏義光流平賀庶流       | 正四位下右京大夫·竹内氏治（?－?）                      | 弓道、笙、和歌                                                   | 187石    | 非參議           | 子爵     |
| 五辻家   | 宇多源氏義光流平賀庶流       | 從五位上左兵衛佐·源時方（平安時代中後期）              | 神樂                                                             | 200石    | 非參議           | 子爵     |
| 慈光寺家 | 宇多源氏義光流平賀流五辻庶流 | 從四位上宮内權大輔、加賀守·慈光寺仲清（?－?）          | 神樂、郢曲                                                       | 30石     | 非參議           | 子爵     |
| 白川家   | 花山源氏嫡流                 | 從四位上神祇伯·延信王（平安時代中期）                  | 神道（世襲神祇伯）                                               | 200石    | 非參議           | 子爵     |
| 西洞院家 | 桓武平氏高棟王流嫡流（宗家） | 正三位參議、遠江權守·西洞院行時（1324年－1369年）      |                                                                  | 260石    | 大納言           | 子爵     |
| 石井家   | 桓武平氏高棟王西洞院平松庶流 | 從二位權中納言·石井行豐（1653年－1713年）              |                                                                  | 130石    | 中納言           | 子爵     |
| 高辻家   | 菅原氏嫡流                   | 正四位下大學頭·高辻是綱（1030年 - 1107年）             | 儒學紀傳道（世襲文章博士）                                       | 200石    | 大納言           | 子爵     |
| 唐橋家   | 菅原氏嫡流                   | 從四位上式部大輔·菅原在良（1041年 - 1121年）           | 儒學紀傳道                                                       | 182石    | 大納言           | 子爵     |
| 五條家   | 菅原氏高辻庶流               | 從二位式部大輔、豐前權守·五條高長（1208年 - 1285年）   | 儒學紀傳道 （世襲文章博士、大學頭） 相撲（江戶時代世襲相撲司家） | 200石    | 大納言           | 子爵     |
| 東坊城家 | 菅原氏高辻流五條庶流         | 正三位參議、治部卿·東坊城茂長（1284年 - 1343年）       | 儒學紀傳道                                                       | 301石    | 大納言           | 子爵     |
| 清岡家   | 菅原氏高辻流五條庶流         | 從二位參議·清岡長時（1657年 - 1718年）                 | 儒學紀傳道                                                       | 30石     | 參議             | 子爵     |
| 桒原家   | 菅原氏高辻流五條庶流         | 正二位權中納言、式部大輔·桒原長義（1661年 - 1737年）   | 儒學紀傳道                                                       | 30石     | 中納言           | 子爵     |
| 舟橋家   | 廣澄流清原氏嫡流             | 從四位上式部少輔、明經博士·舟橋秀賢 （1552年－1591年） | 儒學明經道                                                       | 405石    | 非參議           | 子爵     |
| 伏原家   | 廣澄流清原氏舟橋庶流         | 從二位大藏卿·伏原賢忠（1602年－1666年）                | 儒學明經道                                                       | 230石    | 非參議           | 子爵     |
| 澤家     | 廣澄流清原氏舟橋流伏原庶流   | 從二位右衛門佐·澤忠量（1673年－1754年）                | 儒學明經道                                                       | 30石     | 非參議           | 伯爵     |
| 土御門家 | 安倍氏嫡流                   | 從四位下播磨守·安倍晴明（921年－1005年）               | 天文、曆法、陰陽道 世襲陰陽頭                                    | 183石    | 非參議           | 子爵     |
| 倉橋家   | 安倍氏土御門庶流             | 從二位民部卿·倉橋泰吉（1599年－1670年）                | 陰陽道                                                           | 150石    | 非參議           | 子爵     |
| 藤波家   | 大中臣氏嫡流                 | 中臣常盤（531年－570年，飛鳥時代豪族）                 | 神道 世襲伊勢神宮祭主、神祇大副                                  | 150石    | 非參議           | 子爵     |
| 吉田家   | 卜部氏嫡流                   | 正三位神祇大副、侍從·吉田兼煕（1348年－1402年）        | 神道 唯一神道（吉田神道）宗家 神祇管領長上、神祇大副             | 766石    | 非參議           | 子爵     |
| 萩原家   | 卜部氏吉田庶流               | 從五位下·萩原兼從（1588年－1660年）                    | 神道                                                             | 1000石   | 非參議           | 子爵     |
| 錦織家   | 卜部氏吉田流萩原庶流         | 從二位彈正大弼·錦織從久（1697年－1755年）              | 神道                                                             | 30石     | 非參議           | 子爵     |
| 藤井家   | 卜部氏庶流                   | 從五位上神祇大副·卜部兼國（?年）                       | 神道                                                             | 30石     | 非參議           | 子爵     |
| 錦小路家 | 丹波氏嫡流                   | 從三位・非參議·錦小路幸基（?年）                       | 醫道                                                             | 30石     | 非參議           | 子爵     |
| 北小路家 | 大江氏嫡流                   | 從三位・非參議·北小路俊宣（?年）                       | 文學                                                             | 100石    | 非參議           | 子爵     |